# Hôtel Esmonin de Dampierre
L’Hôtel Esmonin de Dampierre est un hôtel particulier du XVIIIe siècle de la ville de Dijon en France, situé dans son secteur sauvegardé.

## Histoire
La décoration du salon Louis XVI est inscrit au titre des monuments historiques par arrêté du 29 septembre 1928.